# Aldabrasköldpadda

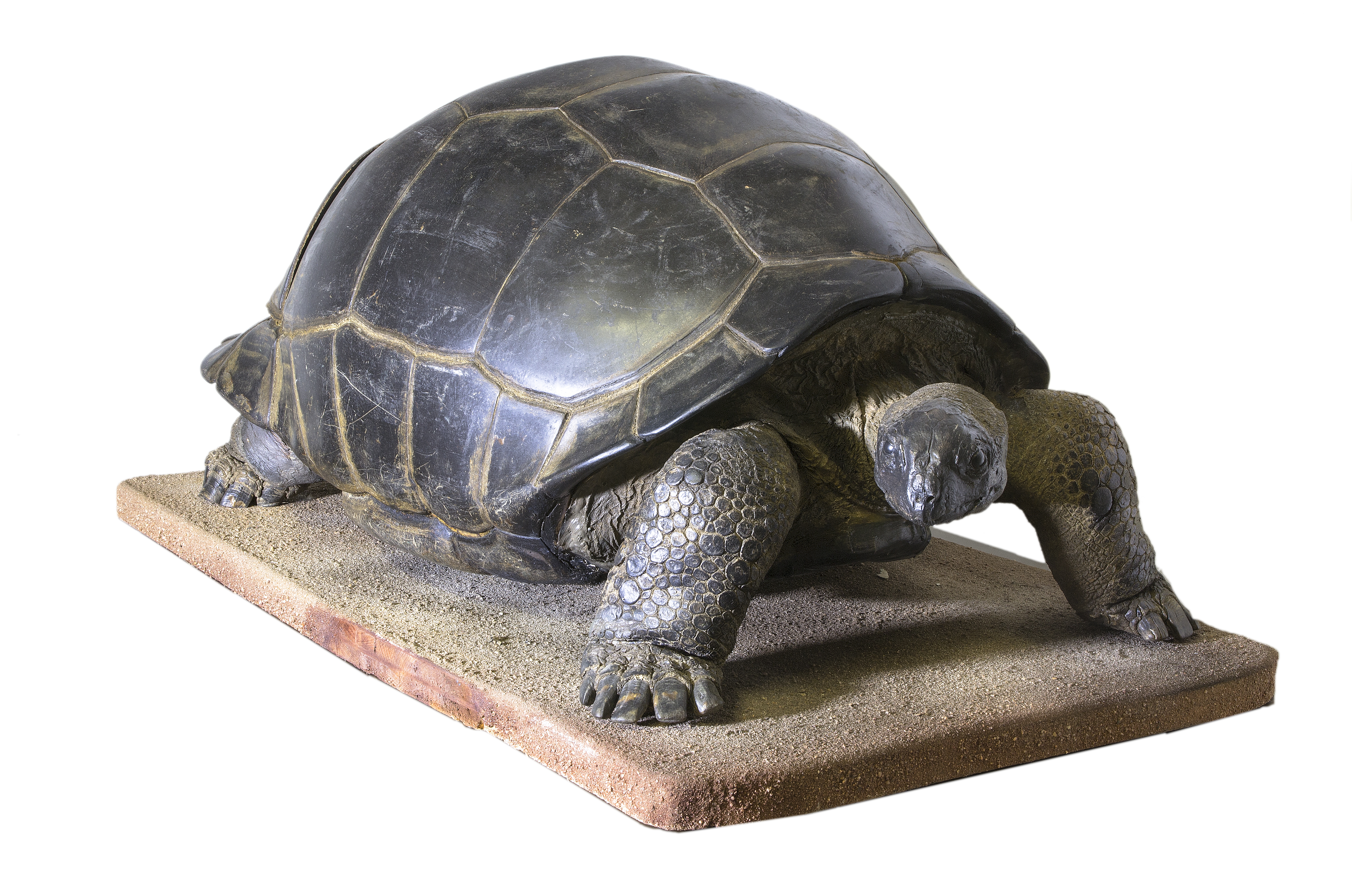
Aldabrachelys gigantea

Aldabrasköldpadda (Aldabrachelys gigantea) är en landsköldpadda som blir upp till 120 centimeter lång. Den lever på Aldabra i Seychellerna och har levt där i många år. IUCN kategoriserar arten globalt som sårbar. Den delas in i fyra underarter, av vilka bara en (Aldabrachelys gigantea gigantea) ännu lever i vilt tillstånd. Av de övriga underarterna är en utdöd (Aldabrachelys gigantea daudinii) och två utdöda i vilt tillstånd (Aldabrachelys gigantea arnoldi och Aldabrachelys gigantea hololissa). Ibland anses underarterna ha artstatus.
Det har tidigare inte funnits några rovdjur på ön, varför de mycket långsamma djuren har kunnat leva där i lugn och ro. Men sedan människan infört hundar och katter på ön är sköldpaddorna inte lika säkra.
Aldabrasköldpaddan blir mycket gammal, troligen uppemot tvåhundra år.